# 홍역모빌리바이러스

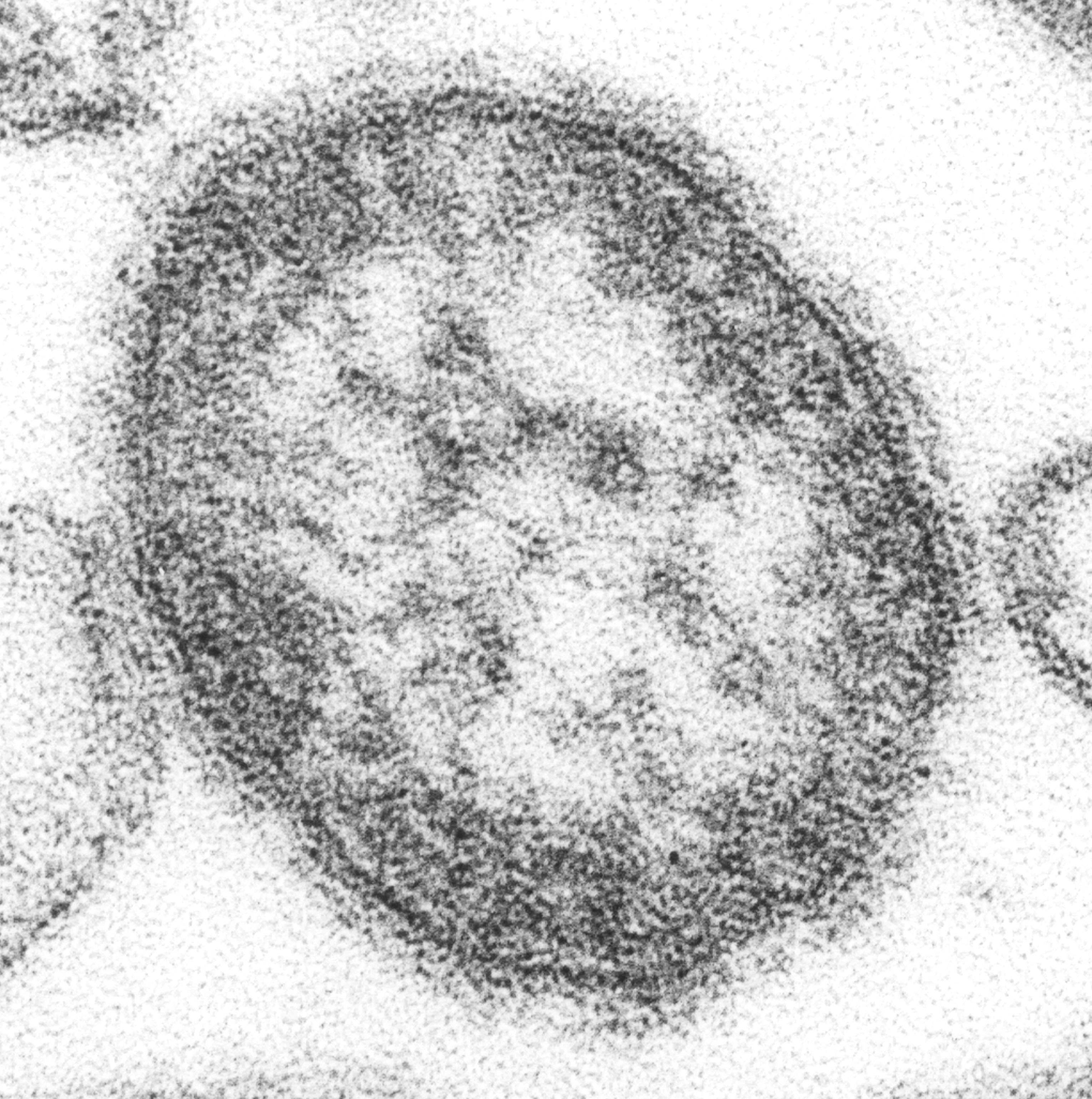
홍역모빌리바이러스

홍역모빌리바이러스(Measles morbillivirus), 또는 과거의 명칭이지만 홍역바이러스(measles virus, MeV)는 파라믹소바이러스과의 모빌리바이러스에 속하며 외피가 있는 단일가닥, 음극성, 비분절성 RNA 바이러스다. 홍역을 일으키며, 인간 외에 다른 동물 숙주는 아직 알려지지 않았다.

## 질병
호흡계통이 주로 이 바이러스에 의해 감염되어 홍역이 발생한다. 증상으로는 발열, 기침, 콧물, 눈 충혈이 있으며 반구진 발진과 홍반성 발진이 일반적으로 나타난다. 사람이나 분비물과의 접촉, 즉 기침과 재채기를 통해 굉장히 잘 전염된다.

## 복제 주기

### 침입

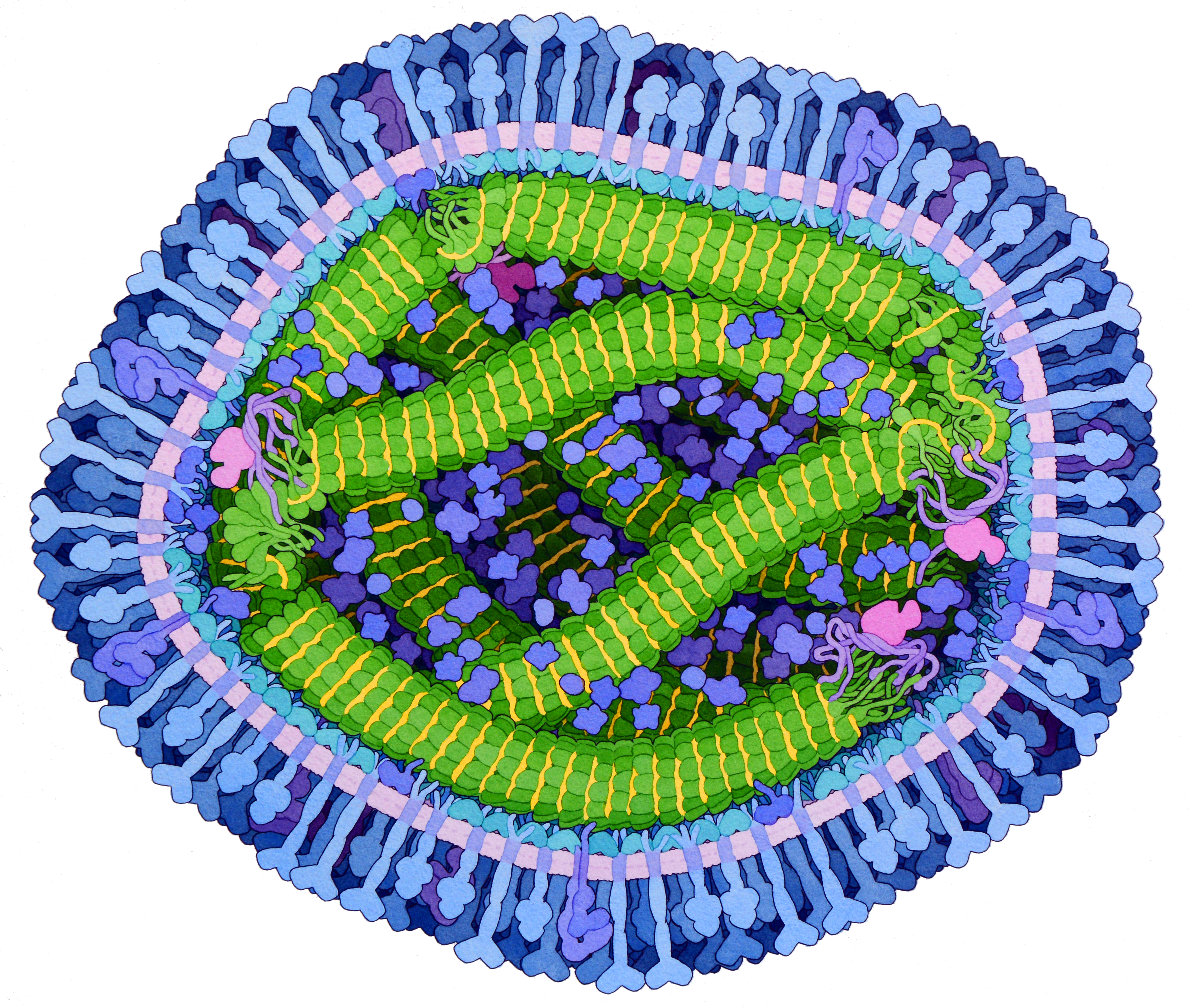
홍역 바이러스의 단면. 가장 바깥쪽에 헤마글루티닌과 융합 단백질(파란색)이 지질 바이러스막(연분홍색)을 둘러싸고 있다. 유전체는 단일 가닥 RNA(노란색)이며 핵단백질(초록색)으로 보호받고 있다. RNA-의존적 RNA 중합효소(밝은 다홍색)은 RNA를 복제하는데, 난잡하게 배치되어있는 인단백질(중합효소와 핵단백질을 이어주는 보라색 가닥)의 도움을 받는다. 바이러스 기질단백질(터키색)은 바이러스가 숙주 세포로부터 출아하는 것을 돕는다. 액틴이나 인테그린과 같은 단백질들이 출아하는 바이러스 내부에 존재하며, 위 그림에선 보라색으로 그려져 있다.

홍역바이러스는 헤마글루티닌(H)과 막 융합 단백질(F) 두 종류의 외피 당단백질을 가지고 있다. 이 단백질들은 숙주세포에 달라붙어 침입하는 기능을 한다. 현재까지 밝혀진 헤마글루티닌 수용체로는 CD46 보체조절단백질, SLAM, 세포부착단백질의 일종인 넥틴-4가 알려져있다.

### 유전체 복제와 바이러스 조립
홍역바이러스의 음성 ssRNA는 직접 양성 복사본을 생성하거나, 새로운 음성 복사본을 만들어내기도 한다. 이로써 다량의 ssRNA가 생성되는데, 이 ssRNA들은 곧 숙주의 리보솜을 통해 번역되어 대량의 바이러스 단백질이 합성되고 바이러스가 조립된다. 이렇게 조립된 바이러스들은 곧 세포를 뚫고 나와 새로운 복제 주기를 시작한다.

## 진화
홍역바이러스는 현재에는 사라졌지만 과거에는 널리 퍼져있었던 바이러스인 우역바이러스에서 진화되었다. 일반적으로 우역바이러스와 홍역바이러스는 11-12세기에 분리된 것으로 여겨지며, 분자계통학적 방법인 염기서열 분석에 의하면 95%의 신뢰 구간 내에서 5세기에 분리되었다고 주장하는 것도 가능하다.
그러나 일부 학자들은 이러한 분석방법은 음성선택을 고려하지 않은 것이며, 이를 고려할 때 실제 분리 시기는 더 오래된 것으로 보인다고 주장한다. 실제로 7세기의 문헌에도 홍역과 유사한 증상이 발견된다. 다만 현대에 유행하는 바이러스주(strain)는 20세기 초반에, 구체적으로는 1908년에서 1943년 사이에 진화하였다.

## 유전자형
홍역바이러스의 유전체는 전형적으로 15,894개의 뉴클레오타이드로 이루어져있으며, 총 8개의 단백질을 암호화하고 있다.
WHO는 현재 8개의 계통군을 인지하고 있으며, 각각 A에서 H까지의 알파벳으로 구분하고 아류형의 경우 뒤에 숫자를 붙여 구분한다. 현재 총 23종의 아류가 발견되었다. 홍역바이러스의 유전자형을 구분하기 위해서는 단백질의 C 터미널을 구성하는 아미노산의 서열부터 최소 450개의 뉴클레오티드가 필요하다. 유전자형 구분을 위한 작업은 1998년 제안되어 2002년과 2003년에 구체화되었다.
홍역바이러스에는 23종의 아류가 존재함에도 불구하고, 항원형은 단 한 가지만 존재한다. 따라서 헤마글루티닌 단백질에 결합하는 항체만으로 다른 모든 아류형을 방어할 수 있다.
주 유전자형은 각 국가와 주 전달경로에 따라 다르다. 미국과 오스트레일리아에서는 2000년에, 기타 아메리카 지역에서는 2002년에 해당 바이러스가 해당 지역에서는 더 이상 풍토병이 아니라고 발표했다.